# Tom Henning Øvrebø
Tom Henning Øvrebø, född 26 juni 1966, är en norsk fotbollsdomare.

## Domarkarriär
Øvrebø började som domare tidigt på 1980-talet. Øvrebø har varit FIFA-domare sedan 1994 och tillhör idag (2008) UEFAs elitdomare som är de högst rankade domarna i Europa.
Han har dömt 211 matcher i Tippeligaen. Øvrebø har dömt två cupfinaler i Norge: 1999 mellan Rosenborg BK och SK Brann samt cupfinalen mellan Fredrikstad FK och Sandefjord Fotball 2006. Han har dömt en semifinal i UEFA-cupen och en kvartsfinal samt en semifinal i UEFA Champions League.
I december 2007 blev Øvrebø uttagen som en av 12 domare som ska döma Europamästerskapet i fotboll 2008. Det var hans första internationella mästerskap.
I Champions League-semifinalen mellan Chelsea och Barcelona den 6 maj 2009 gjorde Övrebö en omdiskuterad insats då Chelsea inte fick straff vid flera omstridda straffsituationer. Efter matchen tvingades polisen smuggla ut Øvrebø ut ur landet på grund av olika hot. Chelsea åkte ur turneringen efter ett sent kvitteringsmål av Barcelona.
Øvrebø har fått Kniksenprisen som årets domare i Norge (utsedd av spelare, tränare och domare) fem gånger (2001, 2002, 2003, 2005 och 2006).

## Privatliv
Øvrebø är utbildad psykolog från Universitetet i Oslo.